# USS Thatcher (DD-514)
Pour les autres navires du même nom, voir USS Thatcher.
L'USS Thatcher (DD-514) est un destroyer de la classe Fletcher en service dans la Marine des États-Unis pendant la Seconde Guerre mondiale. Il a été nommé en l'honneur du contre-amiral (rear admiral) Henry K. Thatcher (1806–1880), qui a servi pendant la guerre civile américaine.

## Construction
Sa quille est posée le 20 juin 1942 au chantier naval Bath Iron Works de Bath, dans l'état du Maine. Il est lancé le 26 décembre 1942; parrainé par Mlle Charlotte L. Hyde, et mis en service le 10 février 1943.

## Historique

### 1943
Le destroyer a effectué sa formation d'essai dans la baie de Casco et a ensuite été affecté à un service d'escorte. Il a quitté New York le 29 avril avec le convoi UGF-8 pour Casablanca et est revenu avec le GUF-8 le 31 mai. Le 11 juin, le Thatcher quitte la côte est pour aller travailler dans le Pacifique. Il rejoint la flotte du Pacifique (Pacific Fleet) le 19 juin et, après une escale au chantier naval de Mare Island (Mare Island Naval Shipyard) pour des modifications d'armement, il arrive à Pearl Harbor le 31 juillet.
Le 22 août, le Thatcher a rejoint le groupe opérationnel du porte-avions rapide du contre-amiral Charles Alan Pownall. Ils se sont dirigés vers l'île Marcus et ont lancé des attaques aériennes contre cette base ennemie le 31. Le groupe est revenu à Pearl Harbor le 7 septembre.
La semaine suivante, le destroyer fait route vers les Nouvelles-Hébrides et arrive à Espiritu Santo le 27. Il effectue un service d'escorte entre Espiritu Santo et Guadalcanal, puis assure le filtrage d'un convoi de ravitaillement vers Vella Lavella à la mi-octobre. À la fin octobre, la Task Force 39 (TF 39), composée de la 12e division de croiseurs (Cruiser Division 12) et des 45e et 46e division de destroyers (Destroyer Divisions 45 et 46 - DesDiv 45 et 46), a été rassemblée dans la baie de Purvis pour soutenir les débarquements sur Bougainville. La force - y compris le Thatcher dans la DesDiv 46 - s'est embarquée le 30 octobre.
La flotte a bombardé les aérodromes de Buka-Bonis dans la nuit du 31 octobre au 1er novembre, puis s'est dirigée à grande vitesse vers la pointe sud de l'île pour bombarder les aérodromes des îles Shortland. Après le débarquement au cap Torokina le 1er novembre, la TF 39 a protégé les forces amphibies contre toute interférence ennemie. Cet après-midi-là, la TF 39 a reçu l'ordre d'intercepter une force de croiseurs et de destroyers ennemis qui avaient quitté Rabaul pour détruire les navires américains dans la baie de l'Impératrice-Augusta.
À 2h27 le 2 novembre, le radar des navires américains a montré des spots de surface à une distance d'un peu plus de 32 km. La bataille de la baie de l'Impératrice-Augusta a commencé lorsque les destroyers de la DesDiv 45 ont tiré une salve de 25 torpilles sur les navires japonais. Cependant, en raison d'un virage à droite de l'ennemi pour se rapprocher et se mettre en formation de combat, toutes les torpilles ont manqué.
La DesDiv 46 - composée du Thatcher, du USS Spence (DD-512), du USS Converse (DD-509), et du USS Foote (DD-511) - protégeait l'arrière de la formation américaine. Ces navires ont maintenu leur feu jusqu'à 3h52 lorsqu'ils ont lancé 19 torpilles contre deux destroyers japonais sans marquer de points. Cependant, les croiseurs américains avaient accumulé les coups sur le croiseur japonais Sendai, qui fut bientôt une épave en feu. Au cours de la mêlée qui s'ensuit, le Foote est touché par une torpille qui fait exploser sa poupe. Le Spence a heurté le Thatcher, mais les dommages causés n'ont pas menacé la survie des deux navires. Le Spence a fait signe au Thatcher pendant la bataille : "Nous venons juste d'avoir un autre échec de justesse. J'espère que vous ne nous tirez pas dessus". Le Thatcher a répondu : "Désolé. Vous devrez excuser les quatre prochaines salves. Elles sont déjà en route." Les salves du Thatcher ont manqué le Spence mais ont coulé le destroyer japonais Hatsukaze. Enfin, le Spence a reçu un coup sous la ligne de flottaison qui a laissé l'eau salée contaminer son mazout. Alors que les Japonais ont perdu le Sendai et le Hatsukaze, les États-Unis n'ont pas subi de pertes totales puisque le Foote a été remorqué au port et réparé. Le jour suivant, les Japonais ont attaqué la TF 39 avec plus de 100 avions. Ils ont perdu plus de 20 avions et ont touché deux fois le croiseur léger USS Montpelier (CL-57).
Une inspection plus poussée du Thatcher a révélé que sa collision avec le Spence avait fait sauter son arbre de transmission de tribord et avait causé une grande dislocation de son côté tribord au milieu du navire. Le Thatcher a fait route vers la baie de Purvis et a été acheminé vers Nouméa où l'hélice désalignée a été réparée. Il est ensuite retourné à Espiritu Santo où il a reçu l'ordre de se rendre aux États-Unis pour d'autres réparations. Le 20 novembre, le Thatcher fait route comme escorte pour le croiseur léger USS Birmingham (CL-62), et les navires arrivent à San Francisco le 14 décembre 1943. Après que ses dommages aient été corrigés au chantier naval de Mare Island, le Thatcher quitta San Francisco le 11 février 1944 et se rendit à Pearl Harbor pour un entraînement de recyclage avant de rejoindre la TF 39 le 14 mars.

### 1944
La force opérationnelle a couvert le débarquement sans opposition sur l'île d'Emirau le 20 mars. Le 26 mars, le Thatcher a été réaffecté au Task Group 58.3 (TG 58.3) de la Fast Carrier Task Force. Il a escorté les porte-avions pendant que leurs avions effectuaient des frappes contre Palau, Yap, Ulithi et Woleai dans les îles Caroline du 30 mars au 1er avril. Le groupe opérationnel s'est ensuite retiré aux îles Marshall pour se préparer à leur prochain assaut contre les bases japonaises.
Le 13 avril, le Thatcher a escorté les porte-avions rapides jusqu'en Nouvelle-Guinée, où ils ont lancé des frappes contre Hollandia, Wakde, l'aérodrome de Sawar et Sarmi les 21 et 22 avril pour appuyer les débarquements des opérations Reckless et Persecution. Le 29 avril, les avions des porte-avions ont commencé une attaque de deux jours contre Truk, Ponape et Satawan. Le 1er mai, le Thatcher était dans l'écran du groupe de bombardement qui a bombardé Ponape.
Le Thatcher est retourné à Majuro le 4 mai pour entrer dans une cale sèche flottante pour des réparations. Il est retourné en mer à la fin du mois pour un entraînement de recyclage et des exercices de tir. Le 26 mai, son canon de 5 pouces numéro 3 a accidentellement tiré dans son support de 20 mm au milieu du navire, tuant cinq hommes et causant des dommages structurels considérables. Les réparations ont été achevées à temps pour que le destroyer puisse accompagner le TG 58.4 aux îles Mariannes.
Alors qu'ils opéraient avec le groupe près de Saipan le 12 juin, le Thatcher et le destroyer USS Charles Ausburne (DD-570) ont reçu l'ordre de secourir des aviateurs dans l'eau près de l'île Pagan. Les deux destroyers se sont approchés à moins de 9 km de l'île tenue par l'ennemi avant d'atteindre les pilotes. Il faisait peu avant la tombée de la nuit et, tandis que le Charles Ausburne les récupérait, le Thatcher enquêtait sur un navire qui avait été aperçu à environ s10 km au nord. Il a trouvé un petit cargo en bois et l'a pris sous le feu. La taille des feux qui se sont déclarés sur la cible et les explosions qui ont suivi indiquent que sa cargaison était composée de pétrole et de munitions. Les survivants dans l'eau refusent les lignes de sauvetage qui leur sont lancées.
Le Thatcher a rejoint son destroyer-jumeau (sister ship) et ils ont balayé l'île à la recherche d'autres cibles. Ils ont rapidement établi un contact radar et les deux navires ont commencé à tirer à 11 km mais n'ont observé aucun impact. Lorsqu'ils ont réduit la portée à 4,3 km, le Ausburne a tiré des obus éclairants qui ont révélé un navire similaire à celui que le Thatcher avait coulé. Il a ensuite tiré une autre salve qui a mis le feu au navire. Les destroyers n'ont pas trouvé d'autres cibles avant de rejoindre le groupe opérationnel le lendemain matin.
Les porte-avions ont effectué des frappes aériennes contre les îles Bonin les 15 et 16 juin et sont retournés dans la région de Saipan. Le 18 juin, alors que la Task Force 58 (TF 58) se préparait à livrer une bataille majeure contre la flotte japonaise, le groupe du Thatcher a pris position sur le flanc nord de la force. Au cours de l'action qui s'ensuivit - appelée plus tard le " Great Marianas Turkey Shoot " (Grande chasse au dindon des Mariannes) - seuls quelques avions japonais parvinrent à percer la couverture des chasseurs américains et ne causèrent aucun dommage. Pendant ce temps, les Japonais ont perdu plus de 300 avions.
Le lendemain, le Thatcher et le TG 58.4 sont détachés de la force opérationnelle qui se déplace vers l'ouest pour se ravitailler en carburant et poursuivre les frappes contre Rota et Guam. Tôt le matin du 20 juin, les avions porteurs du groupe ont abattu 18 avions ennemis et en ont détruit 52 autres au sol. Le 27 juin, le Thatcher faisait partie de l'escadron de destroyers qui avait été détaché pour accompagner les croiseurs légers USS Miami (CL-89) et le USS Houston (CL-81) dans une mission de bombardement contre Rota et Guam. Le Thatcher et deux autres destroyers ont bombardé Rota, incendiant un moulin à sucre et d'autres bâtiments, puis ont rejoint les autres navires au large de Guam pour bombarder des aérodromes, des navires, des réservoirs de stockage et d'autres cibles intéressantes. Le Thatcher a de nouveau bombardé les mêmes îles trois jours plus tard et a poursuivi cette opération jusqu'au 1er juillet.
Il est retourné à Eniwetok le 6 juillet avec le groupe opérationnel et y est resté pendant une semaine avant de repartir vers les Mariannes. Le destroyer a servi avec la TF 58 jusqu'au 2 août, date à laquelle il a été détaché pour rejoindre la 3e flotte de l'amiral William Halsey à Eniwetok. Il a ensuite rejoint le TG 30.8, le groupe de transport et de pétroliers de la flotte établi pour soutenir la 3e flotte (Third Fleet). Le navire a quitté Eniwetok le 26 août avec plusieurs pétroliers et est arrivé à Seeadler Harbor le 31. Il a passé les trois mois suivants avec diverses unités du groupe qui ont fourni du carburant, du courrier et des avions à la TF 38. Ils ont d'abord opéré dans les environs de Palau et de Yap lorsque les porte-avions ont frappé à l'ouest des Carolines. Le TG 30.8 s'est ensuite déplacé vers Ulithi lorsque les porte-avions ont déplacé leurs frappes vers l'ouest, vers les Philippines et Formose.
Le Thatcher a ensuite rejoint le TG 38.3 pour des opérations dans les îles Philippines. Les 14, 15 et 16 décembre, les porte-avions ont lancé des frappes contre Luçon pour appuyer les débarquements sur Mindoro. Le groupe s'est retiré pour faire le plein, mais la chute rapide du baromètre indiquait l'approche d'un typhon. Le Thatcher a été ravitaillé à 50 % de sa capacité avant que les tuyaux ne se détachent en raison de la mer agitée. La force opérationnelle a tenté de sortir de la zone dangereuse à la vapeur, mais s'est retrouvée près du centre de la tempête les 17 et 18. Trois destroyers américains ont été perdus. Lorsque le temps s'est éclairci et que la flotte s'est rassemblée, le Thatcher a rejoint le TG 30.8, un groupe d'approvisionnement, et a servi avec lui jusqu'au 7 janvier 1945.

### 1945
Le 8 janvier, le Thatcher s'est joint à un groupe spécial de ravitaillement composé de six des pétroliers les plus rapides, de deux porte-avions d'escorte et de huit destroyers afin de mener des opérations de ravitaillement en mer de Chine méridionale pour les porte-avions rapides. Ils ont accompagné les porte-avions rapides dans la mer de Chine méridionale et ont pris position à mi-chemin entre les Philippines et la côte de l'Indochine. Le destroyer est resté en poste jusqu'au 20, date à laquelle il s'est dirigé vers Guam avec un groupe de pétroliers vides. Arrivé à Apra Harbor le 27, il est parti pour Ulithi et les Philippines la semaine suivante.

#### Philippines
Le Thatcher rejoint la 7e flotte (Seventh Fleet) à Leyte le 10 février et, trois jours plus tard, escorte un convoi jusqu'à la baie de Subic. Du 19 février au 3 mars, le destroyer fournit un appui-feu aux forces armées à terre. Après deux semaines de service d'escorte, le destroyer a rejoint le TG 78.3, le groupe d'attaque Visayan. Le groupe a appareillé le 15 mars et s'est dirigé directement vers les plages de débarquement de la côte sud de Panay.
Le Thatcher était au large des plages de débarquement le 18 mars et a effectué son seul bombardement de la journée contre deux groupes de Japonais isolés par des guérilleros dans des villages près de la zone d'assaut. La 40e division d'infanterie a débarqué à 9 heures et a rencontré très peu d'opposition. Lorsque les troupes de l'armée ont débarqué au Negros Occidental le 29, le destroyer a participé aux tirs d'appel et a poursuivi cette tâche jusqu'au 5 avril, date à laquelle il a été relevé. Il se rééquipa à San Pedro pour se préparer à l'action dans les Ryūkyūs.

### Destin

#### Okinawa et attaque kamikaze
Le 13 mai, le Thatcher fait route vers Kerama Retto, près d'Okinawa. Le destroyer a été affecté au service de piquet radar pour détecter et intercepter les aéronefs ennemis avant qu'ils ne puissent pénétrer dans les mouillages de transport. Le 20 mai, il a détecté un grand nombre d'avions japonais s'approchant du mouillage. Tous les navires ont ouvert le feu, et le Thatcher a manœuvré de manière que toutes les batteries soient dirigées vers les avions qui attaquaient. Lorsqu'un chasseur Nakajima Ki-43 " Oscar " volant à basse altitude est passé sur son côté bâbord, il a augmenté sa vitesse à 25 nœuds (46 km/h) et a commencé à tirer avec ses canons de 20 mm et de 40 mm. Le kamikaze a fait une montée abrupte, a effectué un virage à vue et a plongé sur le destroyer, le frappant à l'arrière du pont. Le pont n'a plus d'électricité ni de commande de direction ; les deux radars et le système gyroscopique sont hors service ; toutes les communications externes sont perdues ; et il y a un trou de six pieds sur neuf pieds entre la quille et la cale. Les destroyers USS Boyd (DD-544) et USS Pavlic (APD-70) se sont mis bord à bord pour retirer les blessés et aider à éteindre les incendies.

#### Remorquage et réparation
Avec 14 morts ou disparus et 53 blessés, le navire sinistré est entré en "boitant" dans le Kerama Retto. Le Thatcher attendit l'entrée en cale sèche jusqu'au 1er juillet. Le 13, il est prêt à prendre la mer et doit affronter un typhon dans la baie de Buckner.
Le 19, un kamikaze s'est glissé dans la baie et a plongé sur le destroyer. Son objectif n'était pas aussi précis que celui de son prédécesseur, et il a rebondi sur le côté bâbord, au-dessus de la ligne de flottaison, pour exploser et brûler le long du navire. Les dommages sont légers, et seuls deux hommes sont blessés.

#### Déclassé, mis au rebut
Le Thatcher a fait route vers les États-Unis le 25 juillet. Après avoir fait escale à Ulithi, Majuro, Eniwetok, les îles Johnston et Hawaï, il arrive à Bremerton, dans l'État de Washington, le 20 août. Une commission d'enquête a décidé que le navire devait être mis à la ferraille, et il a été désarmé le 23 novembre 1945. Le Thatcher est rayé de la liste de la Marine (Naval Vessel Register) le 5 décembre 1945 et vendu le 23 janvier 1948 à la Lerner Co. d'Oakland, en Californie, pour être mis à la ferraille.

## Décorations
Le Thatcher a reçu 12 battles stars pour son service pendant la Seconde Guerre mondiale.